# Gonomyia divergens
Gonomyia divergens là một loài ruồi trong họ Limoniidae. Chúng phân bố ở miền Cổ bắc.